# Cleidochasma strangulatum
Cleidochasma strangulatum är en mossdjursart som först beskrevs av Calvet 1906.  Cleidochasma strangulatum ingår i släktet Cleidochasma och familjen Cleidochasmatidae. Inga underarter finns listade i Catalogue of Life.